# Officine Meccaniche Giovanni Cerutti

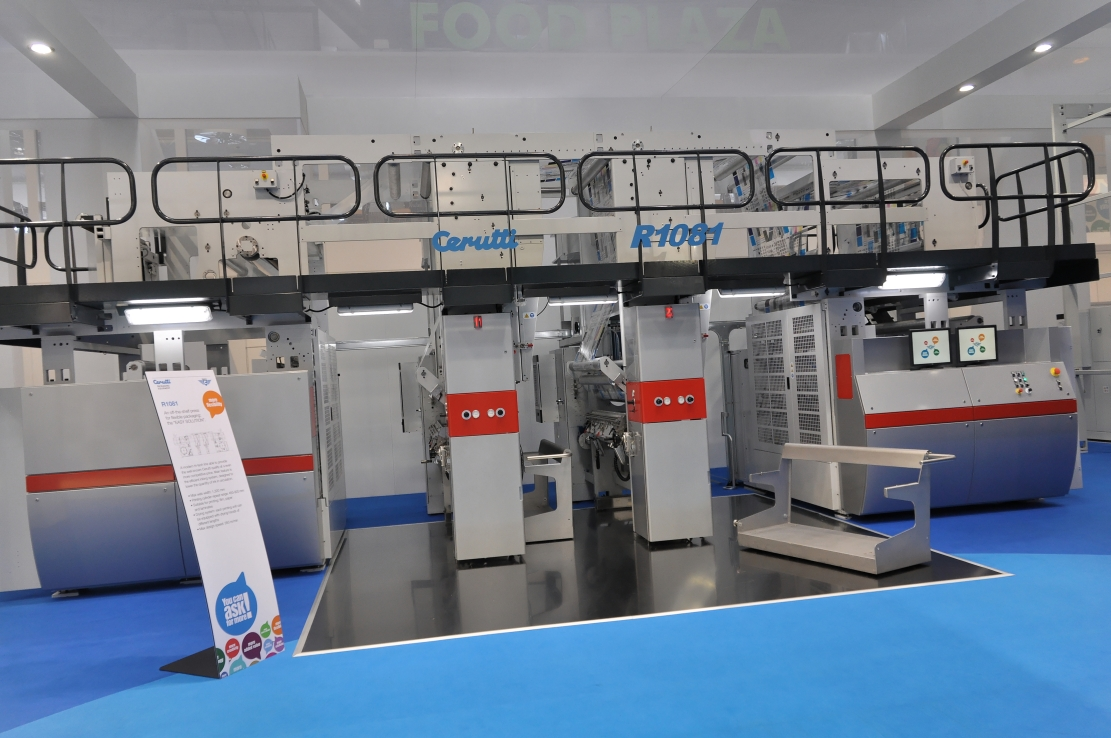
Eine Cerutti R1081 auf der drupa 2012

Officine Meccaniche Giovanni Cerutti ist ein 1922 von Giovanni Cerutti gegründeter Druckmaschinenhersteller mit Firmensitz im italienischen Casale Monferrato.
Das Unternehmen Officine Meccaniche Giovanni Cerutti, das Giovanni Cerutti 1922 bei einem Notar in Genua anmeldete, war ursprünglich nicht auf den Druckmaschinenbau ausgerichtet. Tatsächlich übernahm Giovanni Cerutti Aufträge für die Konstruktion jedweder mechanischen Maschinen. Erst 1949 konstruierte der Unternehmensgründer seine erste Tiefdruckrotationsmaschine für einen Kunden in Warschau, der damit PVC-Tischdecken bedrucken wollte. Bis zu diesem Zeitpunkt hatte Giovanni Cerutti unter anderem Textilmaschinen repariert und Ballenpresse konstruiert. Im Jahr 1950 konnte ein Auftrag für eine Druckmaschine zum Druck von Magazinseiten gesichert werden. Aufgrund der Erfolge des Unternehmens musste die Betriebsgröße schon in den 1950er Jahren deutlich ausgebaut werden. In der Folgezeit richtete sich das Unternehmen zunehmend auf den Bau von Druckmaschinen für den Verpackungsdruck aus. In den 1980er Jahren dienten auch Zeitungsdruckmaschinen als Wachstumstreiber. Tiefdruckmaschinen von Cerutti wurden weiterhin für den Druck von Banknoten und Briefmarken verwendet.
Das weltweit agierende Unternehmen hatte 2006 mit 1237 Mitarbeitern einen Umsatz von 262 Millionen Euro. Im Jahr 2007 verkaufte Koenig & Bauer (KBA) sein Geschäft mit Rollentiefdruckmaschinen an Cerutti. Im Gegenzug übernahm KBA die Konstruktion und Herstellung von Falzapparaten für alle neuen Cerutti-Tiefdruckrotationen.